# Plaza de Toros México

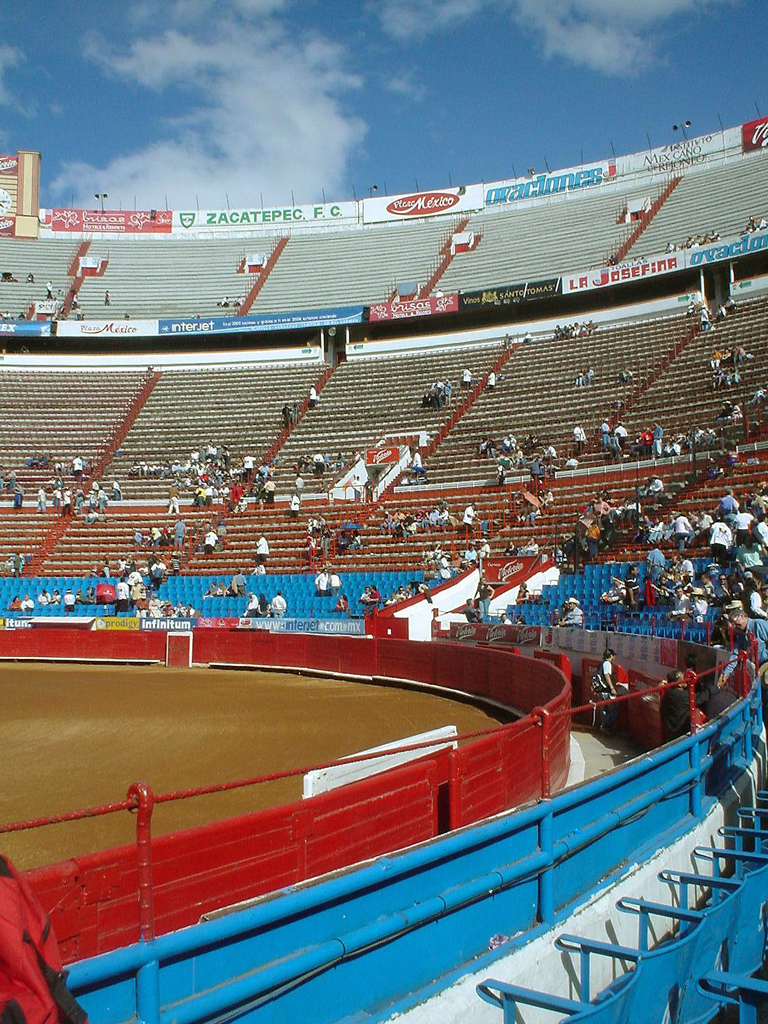
Plaza de Toros México inifrån

Plaza de Toros är världens största tjurfäktningsarena. Den ligger i Mexico City.